# The Renunciation
The Renunciation er en amerikansk stumfilm fra 1909 af D. W. Griffith.

## Medvirkende
- Mary Pickford som Kittie Ryan
- Anthony O'Sullivan som Steve Ryan
- James Kirkwood som Joe Fielding
- Harry Solter som Sam Walters
- Billy Quirk